# Jon-Järnestjärnen
Jon-Järnestjärnen är en sjö i Vilhelmina kommun i Lappland och ingår i Ångermanälvens huvudavrinningsområde.